# Dobsonia crenulata
Il pipistrello della frutta dal dorso nudo di Halmahera (Dobsonia crenulata Andersen, 1909) è un pipistrello appartenente alla famiglia degli Pteropodidi, diffuso sull'Isola di Sulawesi e sulle Isole Molucche settentrionali.

## Descrizione

### Dimensioni
Pipistrello di medie dimensioni, con la lunghezza della testa e del corpo tra 146 e 208 mm, la lunghezza dell'avambraccio tra 125,4 e 136 mm, la lunghezza della coda tra 24,8 e 38,1 mm, la lunghezza della tibia tra 60,3 e 65,2 mm, la lunghezza delle orecchie tra 26 e 29,2 mm e un peso fino a 320 g.

### Aspetto
La pelliccia è corta. Il colore della testa e delle spalle è bruno-nerastro, mentre le parti ventrali sono verdastre. Il muso è relativamente corto e largo, le narici sono leggermente tubulari, gli occhi sono grandi. Le orecchie sono lunghe e appuntite. Le membrane alari sono attaccate lungo la spina dorsale, dando l'impressione di una schiena priva di peli. Gli artigli sono marroni chiari. La coda è ben sviluppata, mentre l'uropatagio è ridotto ad una sottile membrana che si estende lungo la parte interna degli arti inferiori.

## Biologia

### Comportamento
Formano grandi colonie all'interno di grotte, tra gli alberi oppure in crepacci. Sembra non dipendere direttamente dall'acqua.

### Alimentazione
Si nutre di frutta.

### Riproduzione
Sono state osservate femmine gravide nel mese di dicembre.

## Distribuzione e habitat
Questa specie è diffusa sull'Isola di Sulawesi, Muna, Peleng, Kabaena; Isole Tukangbesi: Pualu Hoga; Isole Togian: Batu Daka, Talata Koh, Malenge, Una Una; Isole Molucche settentrionali: Bacan, Bisa, Halmahera, Ngele Ngele Besar, Obi, Rau, Ternate, Tidore, Moti; Isole Sangihe: Sangihe, Siau; Isole Talaud: Karakelong; Isole Sula: Manggole, Sanana.
Vive nelle foreste secondarie e in giardini.

## Tassonomia
Altre specie simpatriche dello stesso genere: D. exoleta, D. minor.

## Conservazione
La IUCN Red List, considerato il vasto areale e la popolazione numerosa, classifica D. crenulata come specie a rischio minimo (Least Concern)).